# USS Massachusetts (BB-2)
O USS Massachusetts é um encouraçado da classe Indiana e o segundo navio da Marinha dos Estados Unidos comparável aos navios de guerra estrangeiros de seu tempo.
Autorizado em 1890 e comissionado seis anos depois, era um encouraçado de pequeno porte, embora possuísse blindagem e artilharia pesados. A classe de navios a que pertencia também foi pioneira no uso de uma bateria intermediária. Ele foi projetado para defesa costeira e, como resultado, seus decks não estavam a salvo de ondas altas em mar aberto.
Massachusetts serviu na Guerra Hispano-Americana como parte do Esquadrão Voador e participou dos bloqueios de Cienfuegos e Santiago de Cuba. Ele não participou da decisiva Batalha de Santiago de Cuba, depois de navegar para a Baía de Guantánamo, na noite anterior, para reabastecer carvão. Após a guerra, serviu no Esquadrão do Atlântico Norte, realizando manobras de treinamento e prática de tiro. Durante este período, sofreu uma explosão em uma torre de canhão de 8 polegadas (203 milímetros), matando nove tripulantes, e encalhou duas vezes, exigindo vários meses de reparo nas duas vezes. Ele foi desativado em 1906 para modernização.
Embora considerado obsoleto em 1910, o encouraçado foi recomissionado e usado para cruzeiros anuais para aspirantes durante os verões, e também colocado na frota de reserva, até seu descomissionamento em 1914. Em 1917, ele foi recomissionado para servir como navio de treinamento para o pessoal de artilharia durante a Primeira Guerra Mundial. Ele foi desativado pela última vez em março de 1919, sob o nome de Coast Battleship Number 2, antecipando que seu nome poderia ser reutilizado para o USS Massachusetts (BB-54). Em 1921, foi afundado em águas rasas no Golfo do México, perto de Pensacola, e usado como alvo para artilharia pesada. O naufrágio nunca foi demolido e, em 1956, foi declarado propriedade do Estado da Flórida. Desde 1993, o naufrágio é uma Reserva Arqueológica Subaquática da Flórida e está incluído no Registro Nacional de Lugares Históricos, servindo como recife artificial e local de mergulho.

## Design e construção

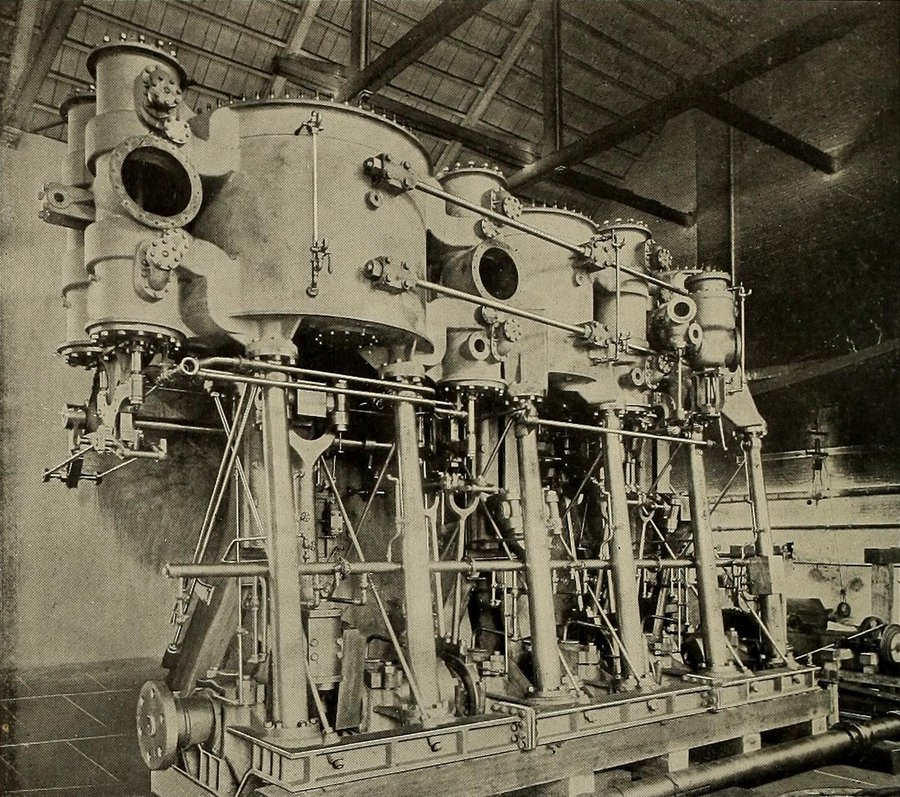
Um dos dois motores de expansão tripla do Massachusetts

Massachusetts foi construído a partir de uma versão modificada de um projeto elaborado por um conselho de política em 1889 para um encouraçado de curto alcance. O projeto original fazia parte de um ambicioso plano de construção naval para construir 33 encouraçados e 167 navios menores. O Congresso dos Estados Unidos viu o plano como uma tentativa de acabar com a política estadunidense de isolacionismo e não o aprovou, mas um ano depois aprovou o financiamento de três encouraçados de defesa costeira, que se tornariam o Massachusetts e seus navios irmãos Indiana e Oregon. Os navios estavam limitados à defesa costeira devido à sua resistência moderada, deslocamento relativamente pequeno e borda livre baixa, o que limitava a capacidade de navegação. No entanto, eles estavam fortemente armados e blindados; Conway's All The World's Fighting Ships descreve seu design como "tentando demais com um deslocamento muito limitado".
A construção dos navios foi autorizada em 30 de junho de 1890, e o contrato para Massachusetts - não incluindo canhões e blindagem - foi concedido à William Cramp & Sons, da Filadélfia, que se ofereceu para construí-lo por 3 020 000 de dólares americanos. O custo total do navio foi quase o dobro, aproximadamente seis milhões. O contrato especificava que o navio deveria ser construído em três anos, mas a entrega lenta de placas de blindagem e canhões causou um atraso. Sua quilha foi batida em 25 de junho de 1891, e ele foi lançado dois anos depois, em 10 de junho de 1893. A cerimônia de lançamento contou com a presença de milhares de pessoas, incluindo o secretário da Marinha Hilary A. Herbert [en] e o comandante George Dewey. Seu teste preliminar no mar não ocorreu até março de 1896, devido aos atrasos nas entregas das placas de blindagem e armamentos. Nesse ponto, Massachusetts estava quase completo, e seu teste oficial foi realizado um mês depois.
Seu armamento e blindagem fizeram de Massachusetts o segundo encouraçado americano capaz de se equiparar a suas contrapartes estrangeiras. Isso foi possível devido a seus quatro canhões de 330 milímetros em sua bateria principal, além de canhões de bateria secundária com 203 milímetros de diâmetro, inexistentes em navios deste tipo, e uma blindagem que variava de 76 milímetros no convés até 460 milímetros em seu cinturão.

## Histórico de serviço

### Início de carreira
Massachusetts foi comissionado em 10 de junho de 1896, com o capitão Frederick Rodgers no comando. Ele fez seu cruzeiro inicial entre agosto e novembro de 1896, seguido por uma revisão no New York Navy Yard. Em fevereiro de 1897, ele fez uma curta viagem para Charleston, Carolina do Sul. O encouraçado partiu de Nova York, novamente em maio, para Boston, onde foi realizada uma celebração em sua homenagem. Nos dez meses seguintes, o encouraçado participou de manobras de treinamento com o Esquadrão do Atlântico Norte, na costa da Flórida, e visitou vários portos importantes na costa leste americana. Em 27 de março de 1898, ela foi enviada para Hampton Roads [en], Virgínia, para se juntar ao Esquadrão Voador, sob o comando do comodoro Winfield Scott Schley [en], para o bloqueio de Cuba.

### Guerra Hispano-Americana

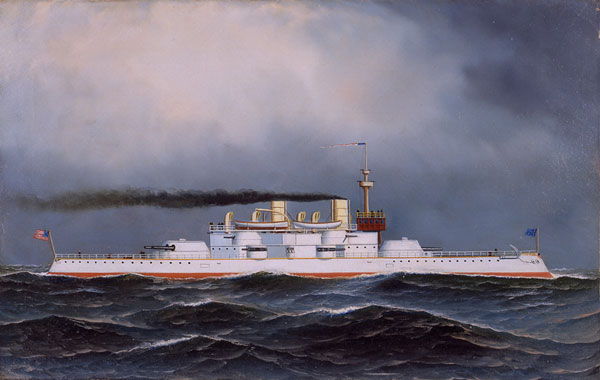
Pintura do USS Massachusetts

Após a eclosão da Guerra Hispano-Americana, o Esquadrão Voador partiu para Key West. Lá, Schley se encontrou com o contra-almirante Sampson, que havia acabado de voltar do bombardeio de San Juan, Porto Rico. Eles discutiram as possíveis localizações da esquadra espanhola, sob o comando do almirante Cervera, e Schley foi enviado ao porto de Cienfuegos, Cuba, para procurar o almirante e sua frota. Schley chegou ao largo de Cienfuegos, em 22 de maio, e levou vários dias para concluir que os navios de Cervera não estavam no porto. A esquadra então seguiu para Santiago de Cuba, o único outro porto na costa sul de Cuba grande o suficiente para os navios espanhóis, chegando após vários atrasos em 29 de maio. Na chegada, o cruzador Cristóbal Colón era visível do lado de fora da entrada do porto, confirmando que a frota espanhola estava fundeada ali. Schley bloqueou o porto e informou Sampson, que chegou com seu próprio esquadrão em 1º de junho e assumiu o comando geral.
Durante o mês seguinte, Massachusetts participou do bloqueio de Santiago de Cuba, bombardeando ocasionalmente os fortes do porto. Na noite de 2 para 3 de julho, ele e os dois cruzadores  New Orleans e Newark [en] deixaram o bloqueio para carregar carvão na Baía de Guantánamo, Cuba. Isso fez com que ele perdesse a Batalha de Santiago de Cuba, em 3 de julho, na qual a frota espanhola tentou romper o bloqueio e foi completamente destruída. No dia seguinte, o encouraçado voltou a Santiago de Cuba, onde ele e Texas dispararam contra o já desarmado Reina Mercedes [en], que estava sendo afundado pelos espanhóis, na tentativa de bloquear o canal de entrada do porto. Massachusetts foi então enviado para Porto Rico, para apoiar a ocupação americana até que ele voltou para Nova York, em 1º de agosto, chegando em 20 de agosto.

### Pós-Guerra Hispano-Americana
Depois de uma rápida revisão na doca seca, Massachusetts estava tentando deixar o porto de Nova York, em 10 de dezembro de 1898, quando atingiu um recife, inundando cinco de seus compartimentos dianteiros. Foi obrigado a regressar ao estaleiro naval, onde foi novamente colocado em doca seca para reparações que demoraram cerca de três meses. Por um ano , Massachusetts serviu com o Esquadrão do Atlântico Norte, visitando várias cidades na costa atlântica. Em maio de 1900, ele e Indiana foram colocados na reserva, pois a marinha tinha uma escassez de oficiais e precisava colocar as novas classes Kearsarge e Illinois em comissão. Os encouraçados foram reativados no mês seguinte como uma experiência do quão rápido isso poderia ser alcançado, e Massachusetts voltou ao serviço com o Esquadrão do Atlântico Norte.
Em março de 1901, o encouraçado encalhou novamente, desta vez no porto de Pensacola, Flórida, mas o navio se recuperou rapidamente e conseguiu continuar sua viagem. Um acidente mais grave ocorreu durante a prática de tiro ao alvo em janeiro de 1903, quando uma explosão em uma de suas torres de 203 milímetros matou nove tripulantes. Foram as primeiras fatalidades a bordo de um encouraçado dos Estados Unidos desde o naufrágio do Maine, em 1898. Outro acidente aconteceu em agosto daquele ano, quando Massachusetts encalhou em uma rocha na Baía de Frenchman [en], Maine. O navio foi seriamente danificado e teve que ser reparado em doca seca.
Em dezembro de 1904, outro acidente letal ocorreu a bordo do Massachusetts: três homens morreram e vários outros ficaram gravemente queimados quando uma junta quebrada fez com que o vapor enchesse a sala da caldeira. Em 8 de janeiro de 1906, o encouraçado foi desativado e sua tripulação foi transferida para seu navio irmão Indiana, que completou uma modernização de três anos. Massachusetts recebeu as mesmas atualizações posteriormente, incluindo doze canhões de 76 milímetros de calibre único para substituir os canhões de 152 milímetros e a maioria dos canhões mais leves, novas caldeiras Babcock & Wilcox, contrapesos para equilibrar suas torres principais, um mastro de treliça e mecanismos elétricos de deslocamento para suas torres.
Em 2 de maio de 1910, Massachusetts foi colocado em comissão reduzida para que pudesse ser usado para o cruzeiro anual de verão dos aspirantes da Academia Naval. Apesar de suas modernizações, o encouraçado era agora considerado "obsoleto e sem valor, mesmo para a segunda linha de defesa" pelo secretário da Marinha George von Lengerke Meyer. Ele viu pouco uso, além dos cruzeiros de verão, e foi transferido para a Reserva Naval da Marinha dos Estados Unidos quando esta foi formada em 1912. Após uma rápida viagem a Nova York, para uma revisão presidencial da frota, em outubro de 1912, o encouraçado voltou para a Filadélfia e lá permaneceu até ser desativado em 23 de maio de 1914.

### Primeira Guerra Mundial

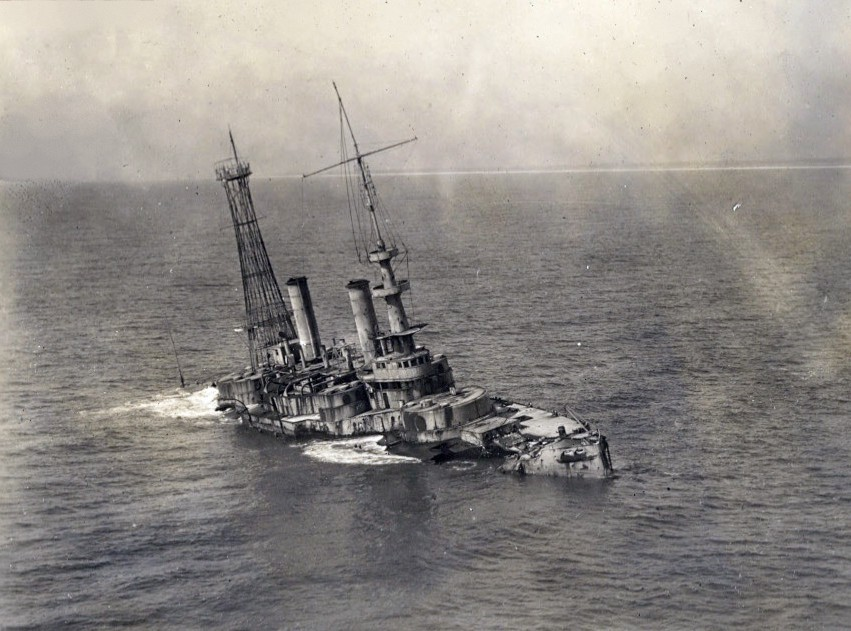
Massachusetts sendo afundado em Pensacola, Flórida

Depois que os Estados Unidos entraram na Primeira Guerra Mundial, Massachusetts foi recomissionado pela última vez, em 9 de junho de 1917. Ele foi usado por tripulações da Reserva Naval para treinamento de artilharia em Block Island Sound, até 27 de maio de 1918. O encouraçado foi então redesignado para servir como um navio de tiro ao alvo de canhões pesados perto da baía de Chesapeake, até o final da Primeira Guerra Mundial. Massachusetts voltou para a Filadélfia em 16 de fevereiro de 1919. Ele foi desativado pela última vez em 31 de março de 1919, depois de ser renomeado "Coast Battleship Number 2" dois dias antes, para que seu nome pudesse ser reutilizado para o primeiro navio de guerra da classe South Dakota, Massachusetts (BB-54).

### Naufrágio

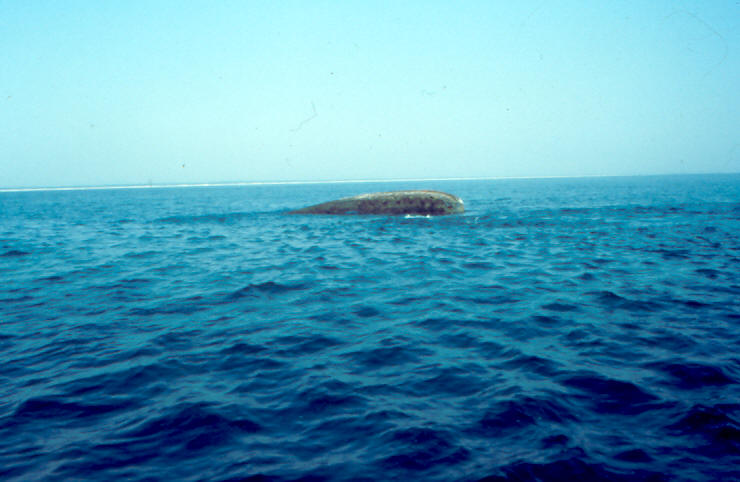
O naufrágio de Massachusetts fora de Pensacola, em 8 de abril de 2002

Massachusetts foi retirado do Registro Naval [en] em 22 de novembro de 1920 e emprestado ao Departamento de Guerra dos Estados Unidos, então usado como navio-alvo para artilharia. Quando a Marinha dos EUA adotou números de casco naquele ano, Massachusetts recebeu retroativamente o número "BB-2". Ele foi afundado em águas rasas no Golfo do México, ao largo de Pensacola, em 6 de janeiro de 1921, e bombardeado pelas baterias costeiras de Fort Pickens [en] e pela artilharia ferroviária. Em 20 de fevereiro de 1925, o Departamento de Guerra devolveu seus destroços à Marinha dos Estados Unidos, que o ofereceu como sucata, mas nenhuma oferta aceitável foi recebida.
Eventualmente, Massachusetts foi declarado propriedade do Estado da Flórida pela Suprema Corte da Flórida [en]. Em 10 de junho de 1993 - o centenário de seu lançamento - o local se tornou a quarta Reserva Arqueológica Subaquática da Flórida. Em 2001, o naufrágio também foi adicionado ao Registro Nacional de Lugares Históricos, e ainda serve como recife artificial e ponto de mergulho.

#### Impressos
- Chesneau, Roger; Koleśnik, Eugène M.; Campbell, N.J.M. (1979). Conway's All the World's Fighting Ships, 1860–1905. Londres: Conway Maritime Press. ISBN 0-85177-133-5
- Friedman, Norman (1985). U.S. Battleships, An Illustrated Design History. Annapolis, Maryland: Naval Institute Press. ISBN 0-87021-715-1
- Gardiner, Robert; Lambert, Andrew D. (1992). Steam, Steel & Shellfire: The Steam Warship 1815–1905. Londres: Conway Maritime Press. ISBN 0-85177-564-0
- Graham, George E.; Schley, Winfield S. (1902). Schley and Santiago: An Historical Account of the Blockade and Final Destruction of the Spanish Fleet Under Command of Admiral Pasquale Cervera, July 3, 1898. Texas: W.B. Conkey Company. OCLC 1866852
- Reilly, John C.; Scheina, John C. (1980). American Battleships 1886–1923: Predreadnought Design and Construction. Londres: Arms and Armour Press. ISBN 0-85368-446-4
- Tucker, Spencer (2013). Almanac of American Military History. I. Santa Barbara: ABC-CLIO. ISBN 9781598845303

#### Dicionário de navios de combate americanos
- «Indiana I». Dicionário de navios de combate americanos. Consultado em 5 de dezembro de 2022
- «Massachusetts III (BB-2)». Dicionário de navios de combate americanos. Consultado em 5 de dezembro de 2022

#### The New York Times
- «The new American navy; Secretary Tracy reports in favor of progress» (PDF). The New York Times. Nova Iorque. 1 de dezembro de 1890. Consultado em 5 de dezembro de 2022
- «Another powerful war vessel; builders trial of the Massachusetts tuesday» (PDF). The New York Times. Nova Iorque. 12 de março de 1896. Consultado em 5 de dezembro de 2022
- «New battle ship launched; the Massachusetts floated in the broad Delaware» (PDF). The New York Times. Nova Iorque. 10 de junho de 1893. Consultado em 5 de dezembro de 2022
- «The best in the world; record breaking trial of the battleship Massachusetts» (PDF). The New York Times. Nova Iorque. 26 de abril de 1896. Consultado em 5 de dezembro de 2022
- «Sampson's story of the battle; official report of the destruction of Cervera's squadron» (PDF). The New York Times. Nova Iorque. 26 de julho de 1898. Consultado em 5 de dezembro de 2022
- «The Massachusetts hurt; battleships strikes a sunken obstruction off Governors Island» (PDF). The New York Times. Nova Iorque. 11 de dezembro de 1898. Consultado em 5 de dezembro de 2022
- «Massachusetts leaves dock» (PDF). The New York Times. Nova Iorque. 1 de abril de 1899. Consultado em 5 de dezembro de 2022
- «Navy short of officers; there are not enough to keep warships in commission» (PDF). The New York Times. Nova Iorque. 14 de abril de 1900. Consultado em 5 de dezembro de 2022
- «Hurry order to the navy; department wants to find Out what can Be done in an emergency» (PDF). The New York Times. Nova Iorque. 6 de junho de 1900. Consultado em 5 de dezembro de 2022
- «Why the Massachusetts grounded» (PDF). The New York Times. Nova Iorque. 25 de março de 1901. Consultado em 5 de dezembro de 2022
- «Movements of naval vessels» (PDF). The New York Times. Nova Iorque. 23 de março de 1901. Consultado em 5 de dezembro de 2022
- «The Massachusetts in port; battleship recently injured on a rock» (PDF). The New York Times. Nova Iorque. 23 de agosto de 1903. Consultado em 5 de dezembro de 2022
- «Three killed on battleship» (PDF). The New York Times. Nova Iorque. 15 de dezembro de 1904. Consultado em 5 de dezembro de 2022
- «Reconstructed Indiana ready» (PDF). The New York Times. Nova Iorque. 8 de janeiro de 1906. Consultado em 5 de dezembro de 2022
- «Meyer wants navy ever ready for war» (PDF). The New York Times. Nova Iorque. 1 de dezembro de 1911. Consultado em 5 de dezembro de 2022
- «Admiral Knights's command» (PDF). The New York Times. Nova Iorque. 4 de fevereiro de 1912. Consultado em 5 de dezembro de 2022

#### Outros
- Bryan, B. C. (1901). «The Steaming Radius of United States Naval Vessels». Journal of the American Society for Naval Engineers. 13 (1): 50–69. doi:10.1111/j.1559-3584.1901.tb03372.x (inscrição necessária)
- «USS Massachusetts learn about the history audio transcript» (PDF). Florida's "Museums in the Sea". Consultado em 5 de dezembro de 2022